# Olmes Neri
Olmes Neri (Bomporto, 22 ottobre 1932 – Lecce, 31 maggio 2018) è stato un calciatore e allenatore di calcio italiano, di ruolo ala.

## Carriera
In Serie B ha disputato 15 partite con il Modena, 114 con il Parma e 49 con la Reggina.

## Palmarès

### Club

#### Competizioni nazionali
- Serie C: 1

Reggina: 1964-1965